# Strzepcz (gromada)
Strzepcz – dawna gromada, czyli najmniejsza jednostka podziału terytorialnego Polskiej Rzeczypospolitej Ludowej w latach 1954–1972.
Gromady, z gromadzkimi radami narodowymi (GRN) jako organami władzy najniższego stopnia na wsi, funkcjonowały od reformy reorganizującej administrację wiejską przeprowadzonej jesienią 1954 do momentu ich zniesienia z dniem 1 stycznia 1973, tym samym wypierając organizację gminną w latach 1954–1972.
Gromadę Strzepcz z siedzibą GRN w Strzepczu utworzono – jako jedną z 8759 gromad na obszarze Polski – w powiecie wejherowskim w woj. gdańskim na mocy uchwały nr 26/III/54 WRN w Gdańsku z dnia 5 października 1954. W skład jednostki weszły obszary dotychczasowych gromad Strzepcz, Tłuczewo, Borek, Tępcz, Pobłocie, Lewino i Miłoszewo ze zniesionej gminy Strzepcz w tymże powiecie. Dla gromady ustalono 24 członków gromadzkiej rady narodowej.
31 lipca 1968 do gromady Strzepcz włączono miejscowości Smażyno i Wyższe Pólko ze zniesionej gromady Łebno w tymże powiecie.
Gromada przetrwała do końca 1972 roku, czyli do kolejnej reformy gminnej.